# Parornix spiraeifoliella
Parornix spiraeifoliella là một loài bướm đêm thuộc họ Gracillariidae. Nó được tìm thấy ở Canada (British Columbia).
Ấu trùng ăn Spiraea species. Chúng ăn lá nơi chúng làm tổ.